# Huang Yanpei
Huang Yanpei (xinès tradicional: 黃炎培, xinès simplificat: 黄炎培, pinyin: Huáng Yánpéi; Chuansha, Jiangsu, Imperi Xinès, 1 d'octubre de 1878 - Beijing, República Popular Xina, 21 de desembre de 1965) fou un pedagog i polític xinès.

## Biografia
Orfe de mare quan era nen, el seu pare va morir quan era molt jove per la qual cosa va anar a viure amb el seu avi. Va superar els exàmens imperials. Mercè els seus estudis secundaris va aconseguir coneixements d'Occident. El 1901 va entrar a l'escola pública Nan Yang (actualment la Universitat Jiao Tong de Shanghai), on va ser alumne de Cai Yuanpei. Comença la seva tasca docent a Chuensha, on serà també director d'escola primària. Més endavant fa de professor en diversos centres d'ensenyament tant de primària, secundària com de formació del professorat. Va ser encarregat d'estudiar els sistemes educatius del Japó i Estats Units. El 1912, col·laborà amb el govern provisional ubicat a Nanking realitzant un estudi sobre les condicions de l'educació. El 1921 li van oferir el càrrec de ministre d'educació que no va acceptar (en dues ocasions, ja que l'any següent també va declinar l'oferta) però, en canvi, acceptà formar part del Comité Nacional d'Educació. Fou un dels fundadors de la Lliga Democràtica de la Xina.